# Shuji Nakamura
Shuji Nakamura (中村 修二 Nakamura Shūji,  født 22. maj 1954) er en japansk født amerikansk elektroingeniør og opfinder, med speciale i området med semikonduktør-teknologi. Han er professor i materialeafdelingen på College of Engineering, University of California, Santa Barbara (UCSB), og er anset som opfinderen af det blå LED, en kæmpe gennembrud i lysteknologien. Sammen med Isamu Akasaki og Hiroshi Amano, er han en af de tre modtagere af Nobelprisen i fysik i 2014 "for at have opfundet effektivt blålysafgivende dioder, der har muliggjort klare og energibesparende hvide lyskilder.

## Karriere
Nakamura er uddannet fra University of Tokushima i 1977 med en B.Eng. grad som elektroingeniør og opnåede en M.Eng. to år senere, hvorefter han tiltrådte Nichia Corporation, også med base i Tokushima. Det var under arbejdet for Nichia, at Nakamura opfandt den første galliumnitrid-LED (GaN) med høj lysstyrke, hvis strålende blå lys, når det delvist konverteredes til gul ved hjælp af en fosforbelægning, er nøglen til hvid LED-belysning, der blev taget i produktion i 1993.[kilde mangler]